# شارون فريمان
شارون فريمان (بالإنجليزية: Sharon Freeman)‏ هي ملحنة وعازفة بيانو أمريكية، ولدت في القرن العشرين.

## وصلات خارجية
- شارون فريمان على موقع ميوزك برينز (الإنجليزية)
- شارون فريمان على موقع أول ميوزيك (الإنجليزية)
- شارون فريمان على موقع ديسكوغز (الإنجليزية)